# روي بيدرو
روي بيدرو (بالبرتغالية: Rui Pedro Couto Ramalho‏) (2 يوليو 1988 البرتغال - ) هو لاعب كرة قدم برتغالي، يلعب كمهاجم.

## روابط خارجية
- روي بيدرو على موقع قاعدة بيانات كرة القدم.إي يو (الإنجليزية)
- روي بيدرو على موقع Soccerway.com (الإنجليزية)
- روي بيدرو على موقع عالم كرة القدم.نت (الإنجليزية)
- روي بيدرو على موقع AS.com (الإسبانية)